# Josefine Frida Pettersenová
Josefine Frida Pettersenová (nepřech. Pettersen, * 18. května 1996 Sigdal, Buskerud) je norská herečka. Nejvíce je známá svojí rolí Noory v televizním seriálu Skam.
Poprvé se objevila v televizním seriálu Next Summer norské televize TVNorge, posléze se proslavila svojí rolí Noory Amalie Sætry v seriálu Skam.